# دهستان دریس
دهستان دریس نام دهستانی در بخش مرکزی شهرستان کازرون، استان فارس در ایران است. براساس سرشماری مرکز آمار ایران در سال ۱۳۹۵، جمعیت آن ۲۱٬۷۸۵ نفر (۵٬۵۵۸ خانوار) بوده‌است.